# 史皇后
史皇后（？—23年？），新朝皇帝王莽的皇后，杜陵（今陕西省西安市东南）人，父亲史諶，是戾太子刘据的史良娣的族人。地皇四年（23年）春，新朝崩溃之际，她被王莽立为皇后。
七个月后，绿林军从宣平门攻入新朝都城常安，王莽在未央宫被杀。史諶投降绿林军，仍被处死。史皇后下落不明，据推测难逃一死。 